# Мечеть Текели Мехмета-паши
Мечеть Текели Мехмеда-паши (тур. Tekeli Mehmet Paşa Camii) — мечеть, расположенная в историческом центре турецкой Антальи. Была построена по распоряжению великого визиря Мехмеда-паши и названа в его честь. В XVIII веке являлась главной мечетью города.
По предположениям археологов и историков мечеть возвели в конце XVI — начале XVII века, точных сведений о дате постройки и имени архитектора нет. В 1850-е и 1940-е годы мечеть подвергалась реконструкции. Также в 2018 году начата реконструкция минарета и западной части купола, которую планируется окончить к 2020 году.

## Архитектура
Мечеть выполнена в виде многокупольной конструкции — главный её купол с восточной, западной и южной сторон поддерживается тремя полукуполами; с северной стороны — тремя малыми куполами. В северо-западном углу мечети находится к её стене примыкает минарет.
Боковые части ворот и оконных проёмов отделаны шлифованным мрамором, который используется также во внутренней отделке мечети. Стены главного входа и оконные фронтоны выполнены из тёсаного камня, а прочие детали сооружения — из каменного щебня.
Самой известной частью храма являются каменные изразцы на северном фасаде мечети и внутри неё, которые украшены стихами из Корана, написанными арабской каллиграфией. Цветные каллиграфические надписи сохранились также над окнами внутри мечети.

## Галерея

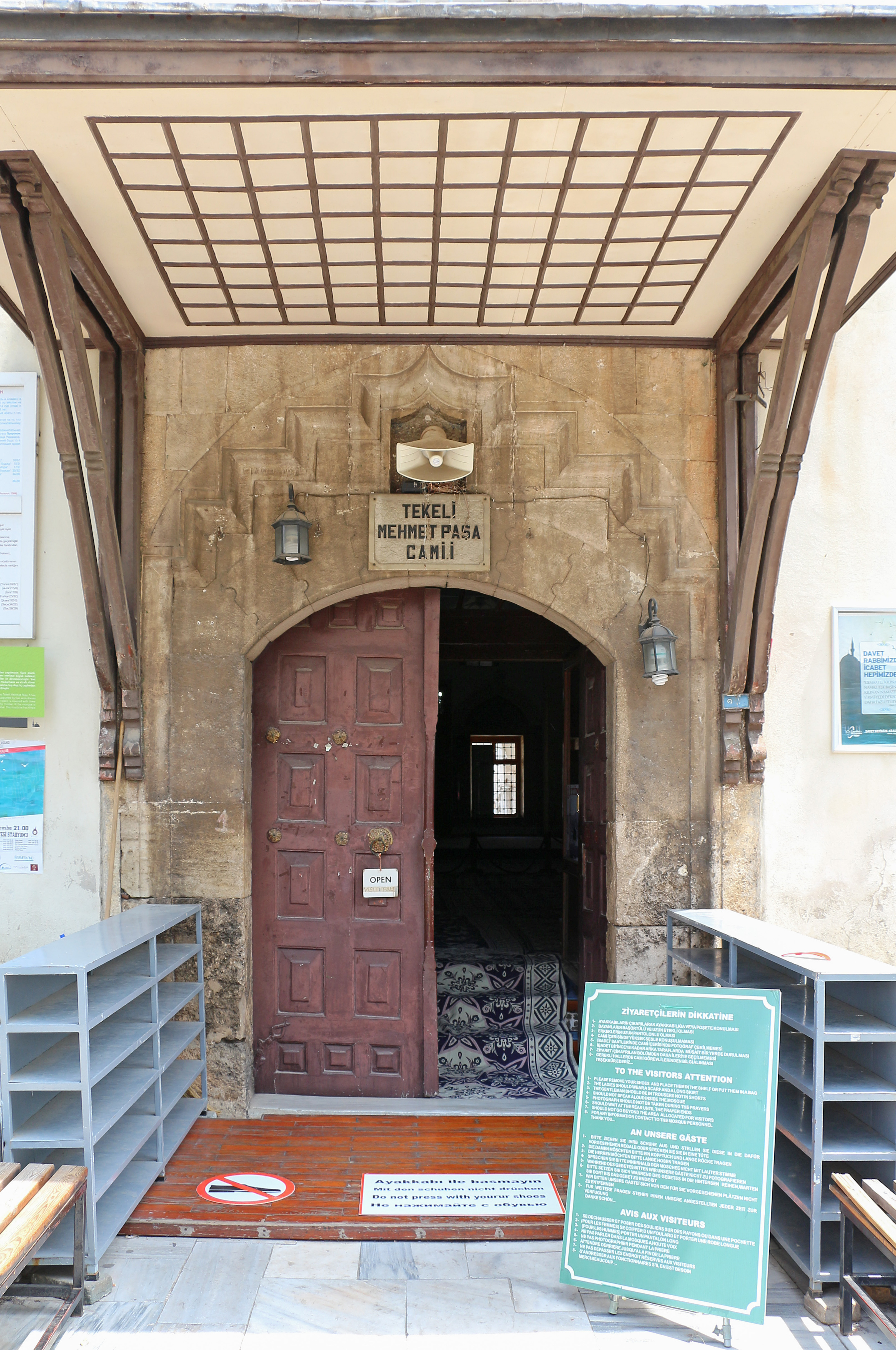
Вход в мечеть
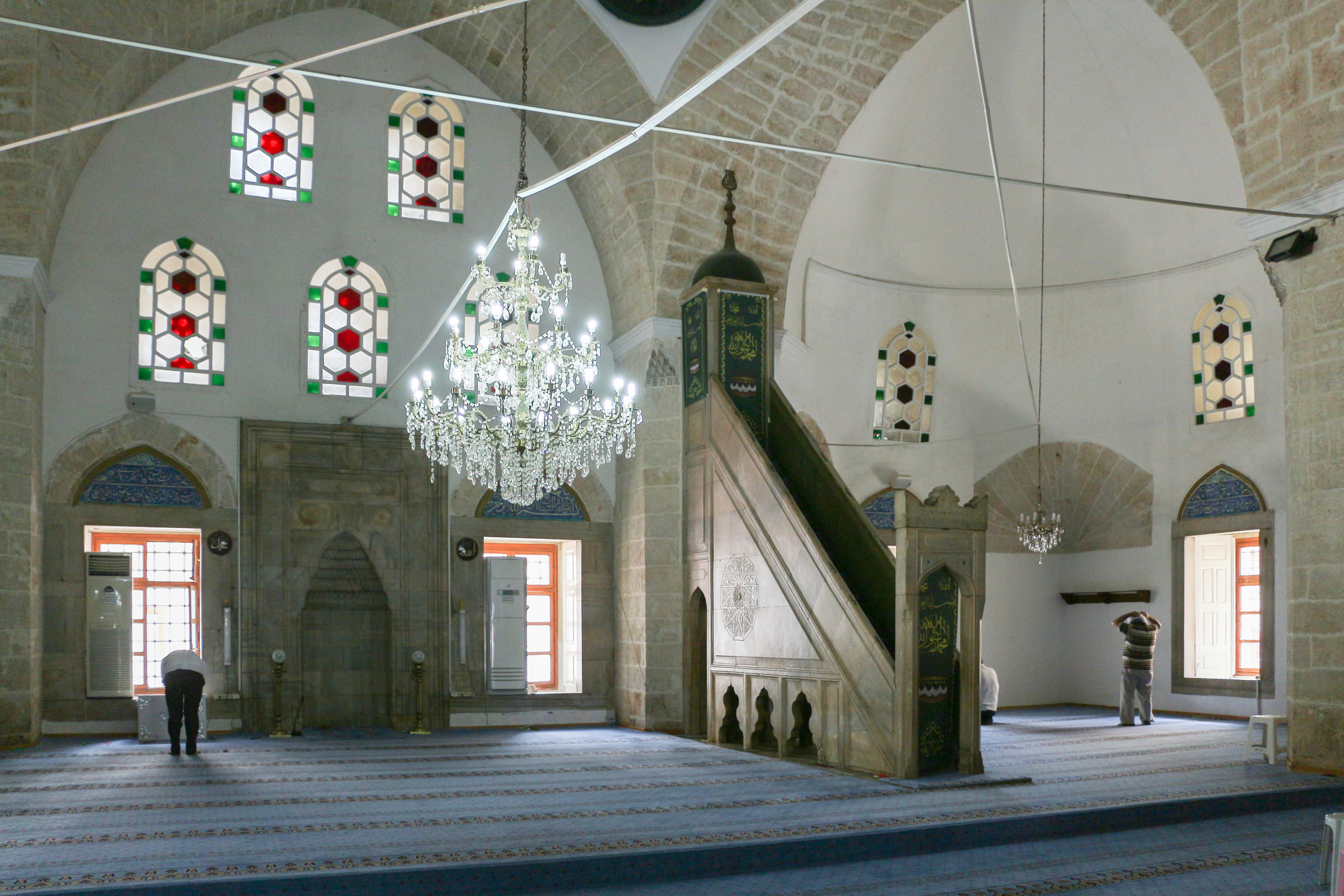
Интерьер мечети
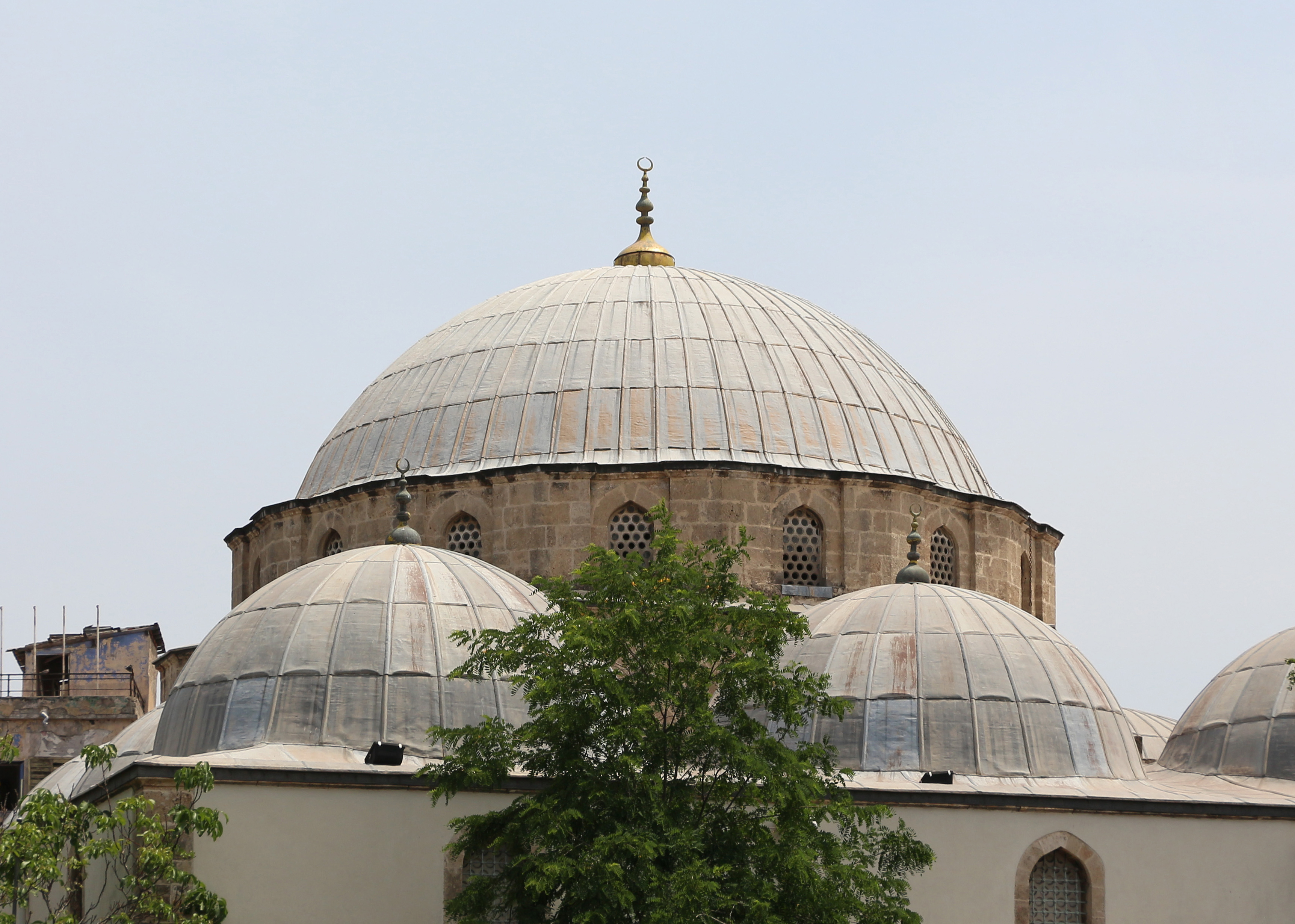
Главный купол мечети
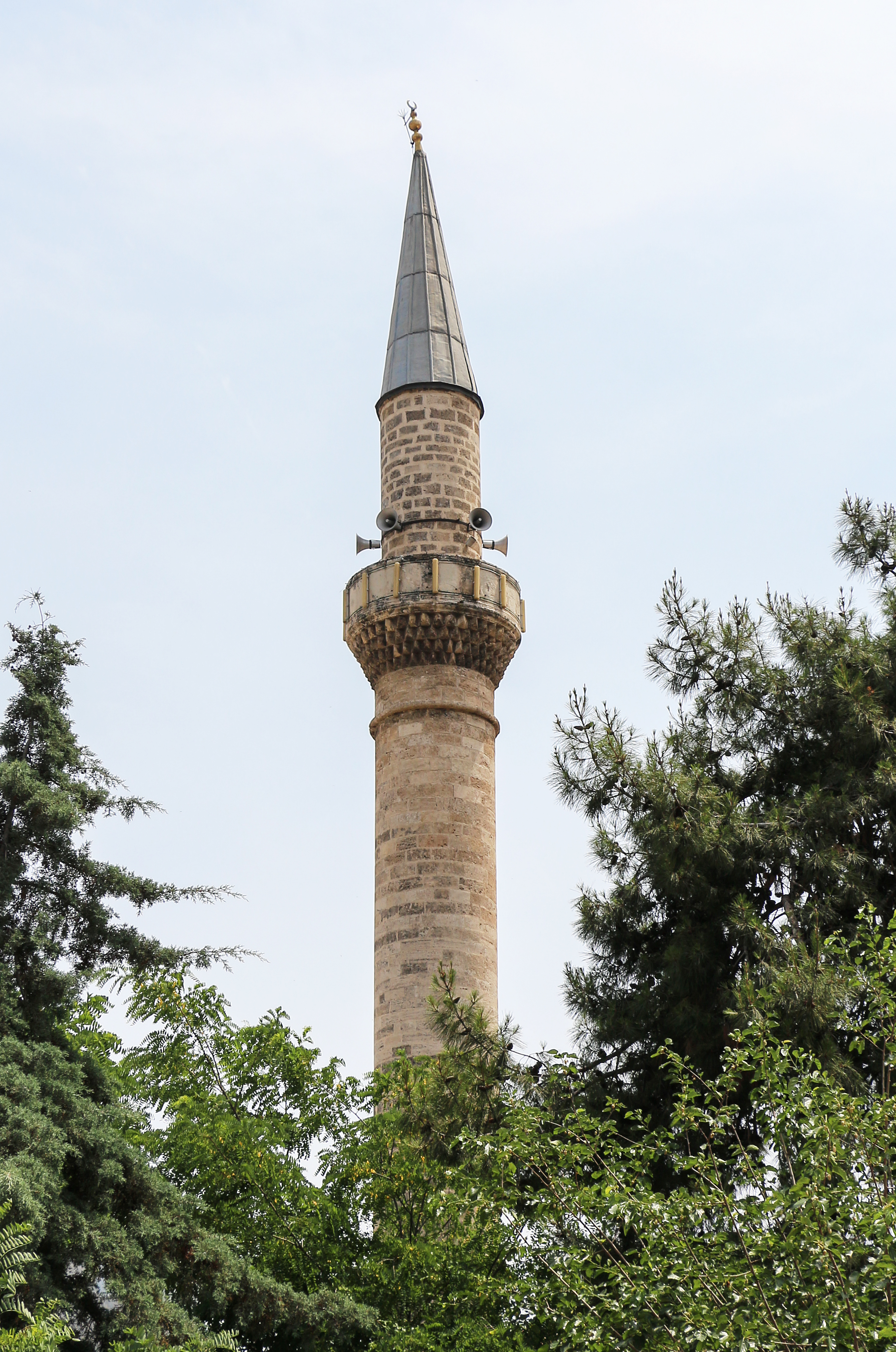
Минарет